# 러브젤

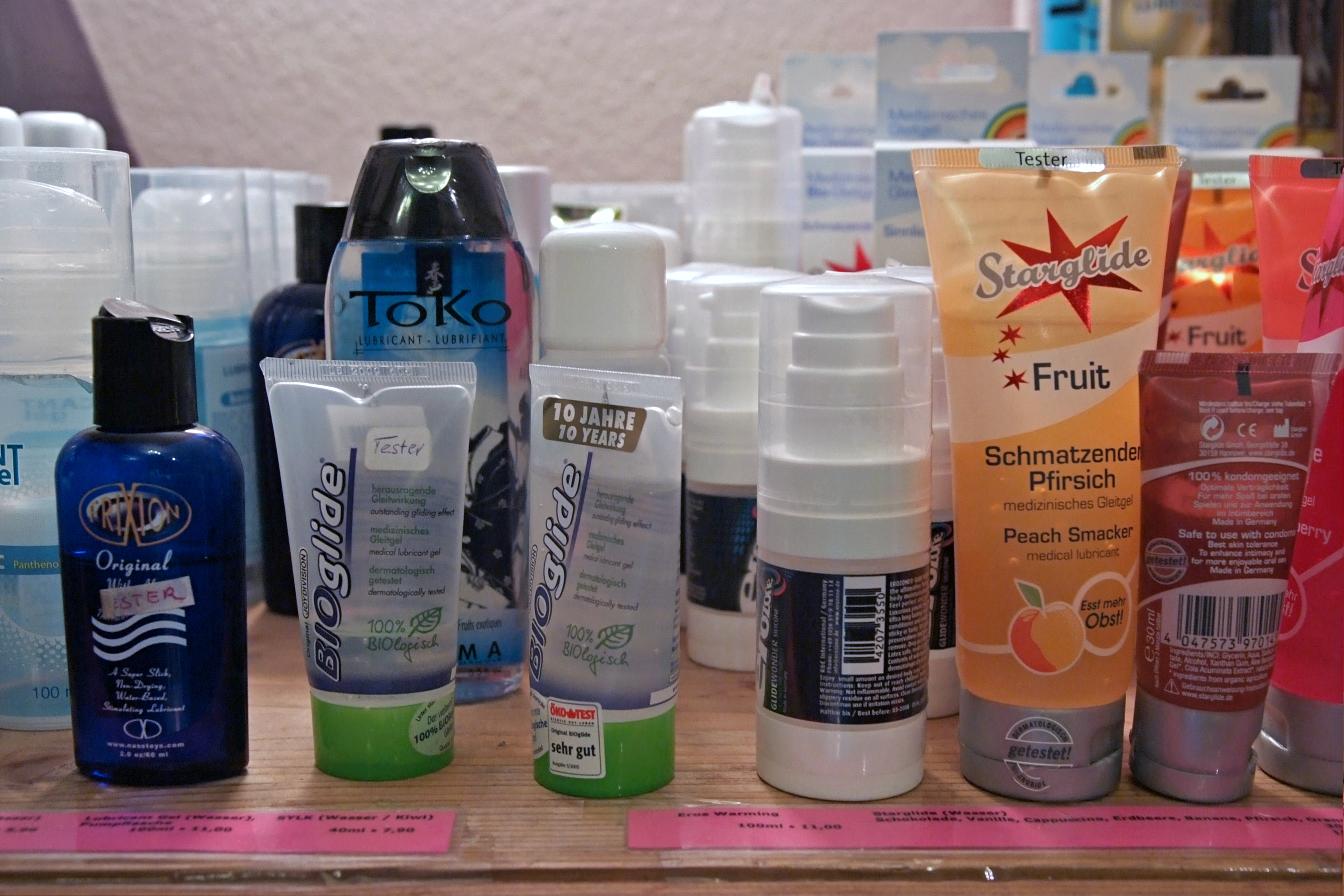
러브젤

러브젤 또는 개인 윤활제(personal lubricant, lube)는 질, 항문, 또 그 외의 신체 부위와 성기 간의 마찰을 줄이기 위해, 또는 성 도구 사용 시 삽입을 용이케 하거나 마찰을 줄일 목적으로, 인간의 성교나 자위행위를 위해 사용되는 특별한 윤활제이다.

## 종류

### 성분에 따라
- 수분 기반
- 기름 기반
- 실리콘 기반

### 사용에 따라
- 질 윤활제
- 항문에 특화된 윤활제

## 같이 보기
- 질 윤활제
- 질 분비물